# Margrit Zimmermann
Margrit Zimmermann (Berna, 7 agosto 1927 – Belp, 23 febbraio 2020) è stata una pianista e compositrice svizzera.

## Biografia
Nata in una famiglia di origine ebraica, fu inizialmente obbligata dalla famiglia a diventare sarta, ha studiato pianoforte con Jeanne Bovet e composizione con Walter Furrer, poi a Losanna con Denise Bidal e Alfred Cortot. Ha proseguito i suoi studi alla École Normale de Musique de Paris, studiando composizione con Arthur Honegger e si è diplomata in pianoforte nel 1952.
Si è poi formata come direttrice d'orchestra con Ewald Körner a Berna, dove nel 1973 ha fondato un'orchestra, e ha seguito i corsi di perfezionamento di Igor Markevitch a Monte Carlo e Hans Swarowski a Ossiach. Ha insegnato musica per diversi anni e ha lavorato anche come direttrice. Ha studiato composizione al Conservatorio di Musica Giuseppe Verdi di Milano con Aurelio Maggioni e Umberto Rotondi, diplomandosi nel 1978. Ha inoltre studiato direzione con Umberto Cattini. Completati gli studi, ha prodotto opere su commissione poi diffuse in radio o su disco e ha lavorato a Berna come insegnante di musica.
Nel 1986 ha ricevuto il premio Jubiläumsstiftung der Schweizerischen Bankgesellschaft, mentre l'anno successivo ha ottenuto il secondo posto al concorso per compositrici delle città di Unna e Kassel. Ha inoltre conseguito un premio della Lega internazionale degli artisti giapponesI a Tokyo nel 1989.
È morta a Berna nel 2020.

## Opere
Margrit Zimmermann ha composto per orchestre da camera, per voce e per orchestre sinfoniche, musica da ballo, pezzi da solista per pianoforte, strumenti a corda e a fiato e per chitarra, tra cui:
- Drei Lieder, op. 5 (1977–78)
- Musica per nove archi, op. 17 (1977)
- Suoni, op. 4 (1978)
- Quartetto d'archi Nr. 1, op. 7 (string quartet N°1, op.7) (1979–1982)
- Introduzione, Allegro, Episodio I - II - III, Alla marcia et Fugato.
- Introduzione e Allegro, op. 12 (1979) Sinfonia per orchestra
- Der Politiker: Braucht der Mensch Freiheit?, op. 6 (1979) per voce narrante, contrabbasso e pianoforte
- Musica, op. 8 (1980) per violoncello e pianoforte
- Per Sei, op. 9 (1980) per flauto, violino, viola, violoncello, pianoforte e timpani
- Quartetto d'archi Nr. 2, op. 11 (1980)
- Quartetto d'archi Nr. 3, "Il giuoco", op. 16 (1981)
- Black Box, op. 19 (1981–82) per oboe, clarinetto, corno e fagotto
- Capriccio, op. 19 (1982) per una voce e pianoforte
- Duetto, op. 26 (1982) per violoncello e chitarra
- Spiegelungen des Tages, op. 34 (1984/90)
- Fantasia duetto, op. 29 (1984) per flauto e chitarra
- Pezzi Brevi, op. 30 (1984) per chitarra
- Bianchi-Neri, op. 36 (1984) per pianoforte
- Pensieri, op. 31 (1984) tre sonetti per tenore, chitarra e flauto
- Plis, op. 37 (1985) Sinfonia per tenore e strumenti solisti
- Dialog, op. 38 (1985) per flauto e pianoforte
- Fuori Dentro, op. 70 (1985) per pianoforte
- Visione, op. 32 (1985) per chitarra e pianoforte
- Sonate für Violine solo, op. 33 (sonata per violino solista, op. 33) (1985)
- Pizzicato, op. 68 (1985) per violino solista
- Orphische Tänze, op. 43 (1986) Quintetto per flauto, clarinetto, viola, violoncello e pianoforte
- Aus dem Tagebuch einer Prinzessin, op. 44 (1986) per pianoforte
- Rapsodie, op. 41 (1986) per violino solista, chitarra, due violini, viola, violoncello e contrabbasso
- L'illusione per violoncello solo, op. 42 (1986)
- Gehen/Sucht/Morgen, op. 45 (1986) Trio per contralto, violoncello e pianoforte
- Panta Rhei, op. 39 (1987) per violino solista, soprano, coro femminile e organo
- pianoforterama, op. 59 (1987) Concerto per pianoforte e orchestra d'archi
- Die Gestundete Zeit, op. 52 (1987) per voce e complesso strumentale
- pianoforte Time, op. 46 (1987) Toccata per pianoforte solista
- Cloccachorda, op. 40 (1987) per pianoforte
- Quadriga, op. 51 (1987) per pianoforte
- Spuren innerer Kreise, op. 53 (1988) per 16 voci
- Murooji per chitarra solo, op. 57 (1988)
- Alle 7 Jahre, op. 58 (1989) per soprano e pianoforte
- Rhapsodie For Two, op. 52 (1990) per clarinetto e pianoforte
- Wo sich berühren Raum und Zeit, op. 60 (1990) per nove voci femminili
- Triptychon, op. 58 (1990) per trombone e organo
- Serenade, op. 62 (1992) per flauto e pianoforte
- In Urbis Honorem, op. 61 (1992) per coro misto e orchestra, tratto da Das Jahr der Stadt di Georg Schaeffner.
- Incontro, op. 93 (1992) Duettino per flauto e eufonio
- Gesänge der Liebe, op. 102 (1994–1995) per soprano e pianoforte
- Italiam! Italiam!, op. 106 (1995) per una voce parlante, clarinetto e percussioni militari
- OMEGA: dentro fuori, op. 57 (1996) per flauto (con effetti di corda nel pianoforte)
- Capriccio, op. 63 (1998–1999) per pianoforte
- Il Flauto magico, op. 77, 1 (1999) per flauto
- Allegro Giocoso, op. 100 (2000) per pianoforte
- Esperanza, op. 102 (2000) per flauto